# Kyle Evans
Kyle Evans (Wigan, 26 de septiembre de 1993) es un deportista británico que compite en ciclismo en la modalidad de BMX. Ganó una medalla de oro en el Campeonato Europeo de Ciclismo BMX de 2018, en la carrera masculina.

## Palmarés internacional
| Campeonato Europeo | Campeonato Europeo    | Campeonato Europeo | Campeonato Europeo |
| Año                | Lugar                 | Medalla            | Competición        |
| ------------------ | --------------------- | ------------------ | ------------------ |
| 2018               | Glasgow (Reino Unido) | Medalla de oro     | Carrera            |